# Pferdesport in Hamburg
Pferdesport in Hamburg, das ist Pferdesport, den Breiten- und Leistungssportler ausüben. Reitern und Pferden stehen in der Hansestadt Anlagen von Reitbetrieben und -vereinen sowie Reitwege in der Natur zur Verfügung.
Dachorganisation der Reit- und Fahrvereine, der Pferdezuchtvereine sowie der von der Deutschen Reiterlichen Vereinigung anerkannten Reit- und Fahrschulen im Bereich der Freien und Hansestadt Hamburg ist der Landesverband der Reit- und Fahrvereine Hamburg.

## Breitensport
Im Jahr 2013 waren mehr als 8.600 Reiter in nicht ganz 80 Reitvereinen und -betrieben in der Hansestadt aktiv. Mindestens 3800 Pferde wurden in Hamburg gehalten.
Reitvereine und -betriebe führen in der Hansestadt regelmäßig Breitensportturniere durch. Informationen zu diesen Turnieren können beim Landesverband abgerufen werden.
Unter der Schirmherrschaft des Ersten Bürgermeisters wird seit 2005 der Hamburg-Cup veranstaltet, ein Turnier für Junioren.
Der mit mehr als 3000 Mitgliedern stärkste Reitverein Deutschlands, der Islandpferde Zucht- und Sportverein Nord, hat seinen Sitz in Hamburg.

### Hamburger Schleppjagd-Verein e. V.
„Der Hamburger Schleppjagd-Verein e.V. ist der älteste Schleppjagdverein Deutschlands.“ Offiziere des Wandsbeker Husarenregiments 15 gründeten 1886 den Hamburg-Wandsbeker Schleppjagd-Verein. 1923 wurde dieser ersetzt durch den Hamburger Schleppjagd-Verein. Zu dessen Gründern zählten ehemalige Mitglieder und Aktive des Hamburg-Wandsbeker Schleppjagd-Vereins.

## Leistungssport
Als Leistungssport gehört der Pferdesport seit dem 19. Jahrhundert zum Sport in Hamburg. Mehrere pferdesportliche Großereignisse werden in der Hansestadt ausgetragen; auch Derbys.

### Galopprennsport

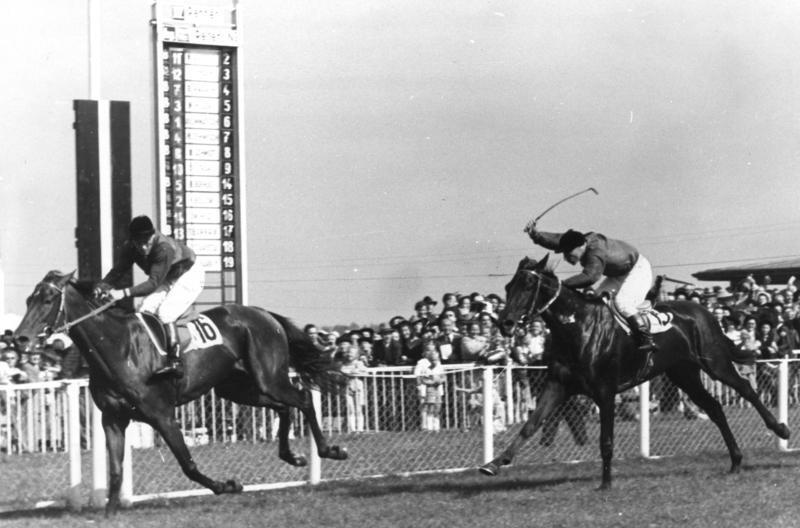
Sieg von Alsterblüte im 80. Deutschen Galoppderby 1949

Im Juli 1835 fanden die ersten Galopprennen in Hamburg-Wandsbek statt. 1852 veranstaltete der Hamburg-Lokstedter Renn-Club die ersten Rennen. 1855 pachtete der Club das Gelände in Hamburg-Horn, baute eine Tribüne für 1000 Plätze und legte die Rennbahn an. Der 27. Juli 1855 war der erste Renntag auf der umgangssprachlich als „Hamburger Rennbahn“ bezeichneten Bahn. 1869 wurde hier erstmals das (Nord-)Deutsche Galoppderby durchgeführt, das seit 1889 den Namen Deutsches Derby trägt. Von 1891 bis 1934 wurden auf einer Rennbahn in Groß-Borstel Rennen gelaufen, deren Veranstalter der Hamburger Sport-Club ähnliche Preisgelder zahlten wie der Hamburger Renn-Club.

### Trabrennsport

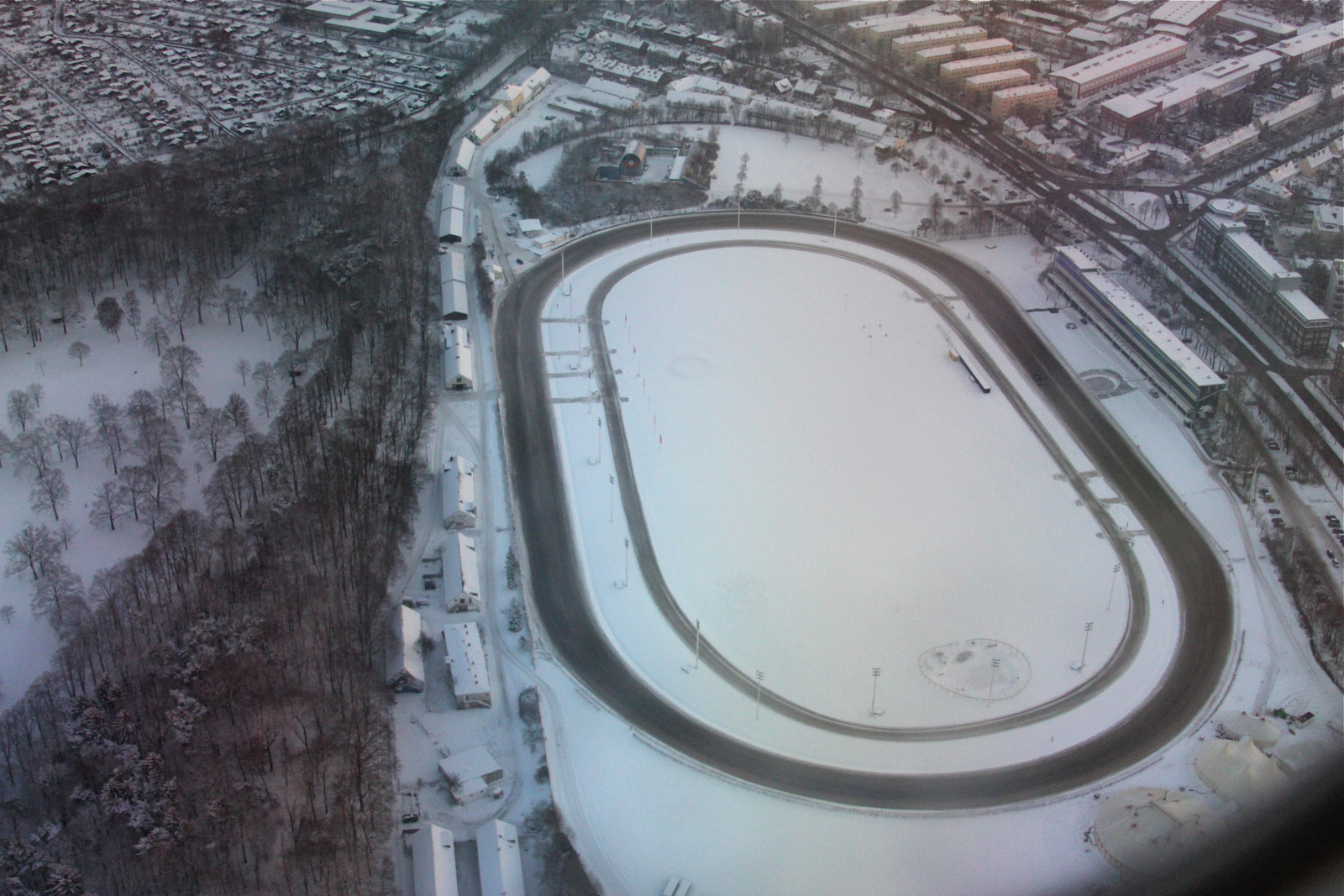
Verschneite Trabrennbahn in Bahrenfeld im Jahr 2010

Die ersten Trabrennen veranstaltete der 1874 gegründete Hamburg-Altona Renn- und Traberclub in Groß-Jüthorn bei Wandsbek, später in Tonndorf und bis 1901 in Winterhude. Entscheidende Impulse verlieh der seit 1880 bestehende Norddeutsche Renn- und Traberclub dem norddeutschen Trabrennsport, der in Bahrenfeld Rennen durchführte. 1911 wurde zudem eine Trabrennbahn in Farmsen eröffnet. Diese bestand bis 1976. Auf der Trabrennbahn in Bahrenfeld werden auch im 21. Jahrhundert Rennen gestartet.
Im Jahr 2023 sollte eine Doppelrennbahn für den Galopp- und Trabrennsport in Hamburg-Horn eröffnet werden. Es war vorgesehen, das Gelände der Trabrennbahn für die Entwicklung der Science City Bahrenfeld zu nutzen. Bislang wird der Rennbetrieb fortgeführt.

### Polo

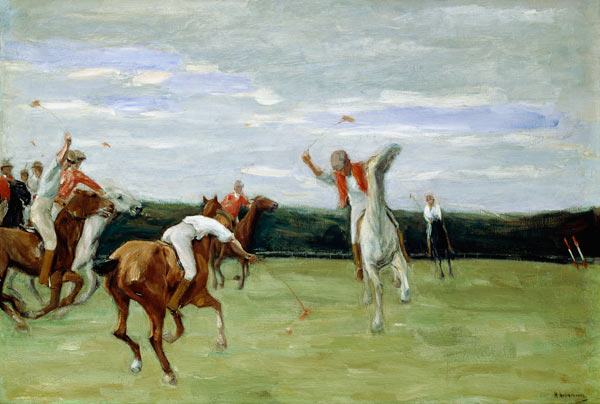
Max Liebermann: Polospiel im Jenischpark in Hamburg (1903), Kunsthalle Hamburg

Seit 1898 wird in Klein Flottbek Polo gespielt. Im Jahr 1906 wurde zum ersten Mal ein internationales Polo-Turnier durchgeführt. Auch im 21. Jahrhundert finden in Klein Flottbek Turniere statt.

### Springreiten, Dressurreiten, Fahrsport

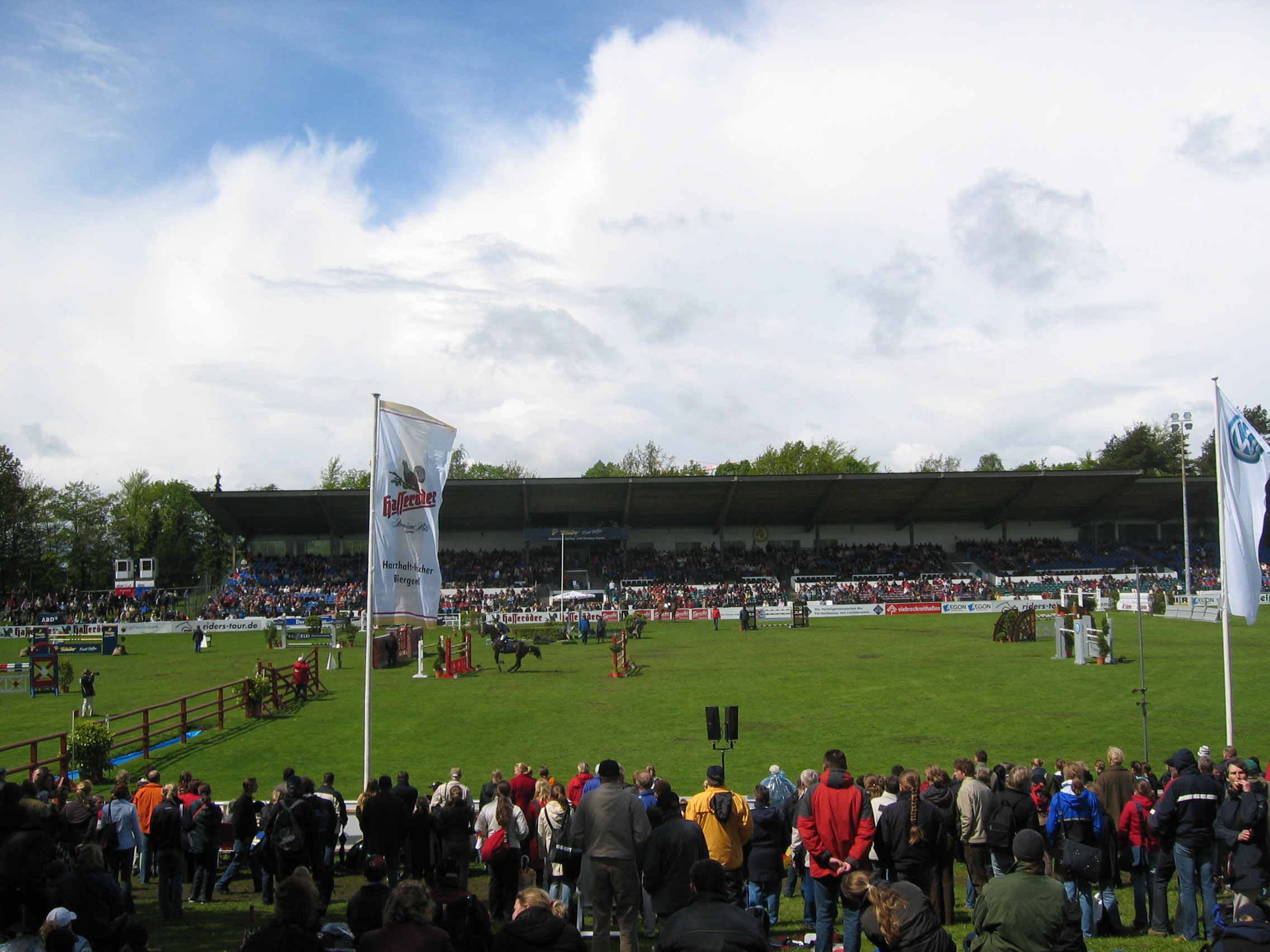
Derby-Platz in Klein Flottbek im Jahr 2005

1920 wurde das erste Deutsche Springderby in Hamburg-Klein Flottbek durchgeführt. 1950 kam das Deutsche Fahrderby und 1955 das Deutsche Dressurderby hinzu. Das Fahrderby wechselte Ende des 20. Jahrhunderts den Austragungsort. Neben dem international ausgeschriebenen Spring- und Dressurderby werden von Reit- und Fahrvereinen im Stadtgebiet Turniere mit Prüfungen bis hin zur schweren Klasse veranstaltet.

### Vielseitigkeitsreiten
Zu Beginn des 21. Jahrhunderts ist auf der Galopprennbahn in Hamburg mehrmals das Derby im Vielseitigkeitsreitsport ausgetragen worden.

## Pferdesportler
Zu den in Hamburg geborenen Leistungssportlern aus dem Bereich des Pferdesports gehören
- die Dressurreiter Christoph Koschel, Uwe Sauer, Karin Schlüter-Billings sowie die Dressurreiterin im Behindertenreitsport Bettina Eistel
- der Jockey und Trainer im Galopprennsport Hein Bollow
- der Polospieler Christopher Winter
- die Springreiterinnen Helga Köhler sowie Janne Friederike Meyer
- die Trabrennfahrer, Pferdetrainer und -züchter Walter Heitmann sowie Charlie Mills
- die Vielseitigkeitsreiter Andreas Dibowski, Claus Erhorn, Marina Köhncke und Hinrich Romeike sowie
- die Voltigiererin Nicola Ströh.

Ebenso wurde der Erbauer des Springparcours in Klein Flottbek im Jahr 1920, Eduard F. Pulvermann, in Hamburg geboren.

## Studentenreiten
An mehreren deutschen Hochschulstandorten existieren Studentenreitgruppen. Auch in Hamburg gibt es eine Reitgruppe, deren Mitglieder Studenten sind. Dachverband dieser Gruppen ist der Deutsche Akademische Reiterverband. Regelmäßig werden Hochschulvergleichswettkämpfe veranstaltet. Jährlich im Dezember findet die Deutsche Hochschulmeisterschaft statt. An den Hochschulvergleichswettkämpfen nimmt auch die Studentenreitgruppe der Universität Hamburg teil.